# يعقوب جمعة المخيني
يعقوب جمعة المخيني (مواليد 1 مايو 1982) هو لاعب كرة قدم عماني لعب مؤخراً لنادي العروبة كمهاجم. مثّل منتخب سلطنة عمان لكرة القدم في تصفيات كأس العالم 2002.

## روابط خارجية
- يعقوب جمعة المخيني على موقع ناشيونال فوتبول تيمز (الإنجليزية)
- يعقوب جمعة المخيني على موقع Soccerway.com (الإنجليزية)